# Abu Turab al-Urduni
 (août 2021).
Abu Turab al-Urduni ou Abu Turab al-Jordani est un Jordanien décrit par le gouvernement fédéral des États-unis comme l'un des cinq individus au courant des aspects opérationnels des attentats du 11 septembre 2001, avec Oussama ben Laden, Khalid Cheikh Mohammed, Ramzi Bin al-Shibh et Mohammed Atef. 

## Biographie
Abu Turab al-Urduni est né en Jordanie.
Il a été décrit comme l'entraîneur des caïds qui ont soutenu les autres pirates de l'air pendant leur présence au complexe al-Matar (en) en Afghanistan. Il les a entraînés à désarmer des air marshals, à se maintenir en forme physique et à maîtriser quelques phrases simples en anglais. Il les a aussi entraînés à faire exploser des camions et des bâtiments. Il leur a également appris des méthodes pour s'emparer d'un train dans le cas où ils devraient lancer des enquêteurs sur une fausse piste en leur expliquant ce qu'ils prévoyaient prétendument faire.
Au camp d'entraînement Al Farouq (en), il exige de chaque futur pirate de l'air d'abattre et de dépecer un mouton et un chameau avec un couteau suisse dans le but de les préparer à utiliser leurs couteaux lorsqu'ils s'empareront d'un avion. En septembre 2006, il a vu une vidéo publiée par as-Sahab qui montre les entraînements et les préparatifs pour les attentats du 11 septembre 2001.
Un rapport d'une agence de renseignement américaine indique qu'il a été tué par des soldats américains en 2001.
La chaîne de nouvelles CNN a indiqué qu'il aurait été tué aux premières heures de la guerre d'Afghanistan (2001-2014).
Il est le gendre d'Ayman al-Zawahiri,, chef du réseau terroriste Al-Qaïda.